# Sepietta obscura
Sepietta obscura is een inktvissensoort uit de familie van de Sepiolidae. De wetenschappelijke naam van de soort werd voor het eerst geldig gepubliceerd in 1916 door Naef.